# 7e étape du Tour de France 1919
Pour un article plus général, voir Tour de France 1919.
La 7e étape du Tour de France 1919 s'est déroulée le vendredi 11 juillet.
Les coureurs relient Luchon, en Haute-Garonne, à Perpignan dans les Pyrénées-Orientales, au terme d'un parcours de 323 kilomètres.
Le Français Jean Alavoine remporte sa troisième victoire d'étape, tandis que son compatriote Eugène Christophe conserve la première place du classement général.

## Parcours
Au départ de la ville thermale de la Haute-Garonne, le parcours de l'étape rejoint la route nationale 618 à Chaum et ne la quittera qu'à Tarascon-sur-Ariège. Elle passe d'abord le col des Ares au trentième kilomètre, puis le col de Portet-d'Aspet avec une longue descente par la vallée de la Bouigane vers Saint-Girons. En direction de Massat par la vallée du Salat puis de l'Arac, le col de Port (1 249 m) est franchi en tête par Jules Nempon. Après Tarascon-sur-Ariège commence l'élévation progressive par Ax-les Thermes vers le col de Puymorens, puis en Haute-Cerdagne et rapprochés, le col Rigat, le col de la Perche et Mont-Louis avant la longue descente vers Perpignan par la vallée de la Têt.

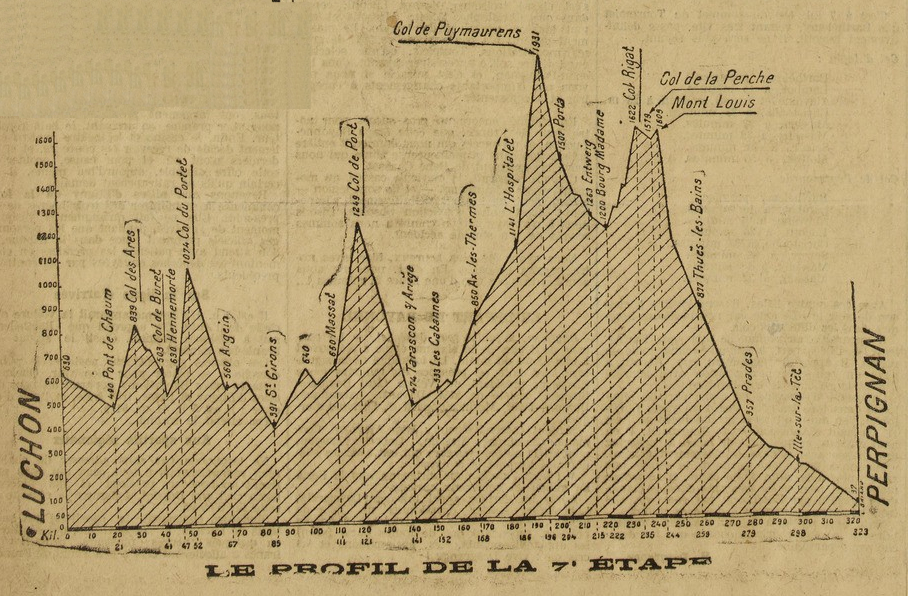
Le profil de la 7e étape paru dans L'Auto le 10 juillet 1919.

## Déroulement de la course
Excellent grimpeur, le Français Honoré Barthélémy, trop éloigné au classement général après avoir perdu du temps les premiers jours, passe de nouveau à l'offensive dans la septième étape et franchit seul le col de Puymorens. Une crevaison ruine ensuite ses espoirs. À l'avant, Eugène Christophe et Firmin Lambot se marquent, accompagnés par Jean Alavoine. Ce dernier, meilleur finisseur, l'emporte au sprint à Perpignan.

## Classements

### Classement de l'étape
Quinze coureurs sont classés.
Le Belge Louis Mottiat, malade, abandonne à Saillagouse, près de Bourg-Madame.
| \| Classement de l'étape \| Classement de l'étape \| Classement de l'étape \| Classement de l'étape \| Classement de l'étape \| \| Coureur \| Coureur \| Pays \| Équipe \| Temps \| \| --------------------- \| --------------------- \| --------------------- \| --------------------- \| --------------------- \| \| 1er \| Jean Alavoine \| France \| Peugeot-Wolber \| 13 h 12 min 43 s \| \| 2e \| Eugène Christophe \| France \| \| + 0 s \| \| 3e \| Firmin Lambot \| Belgique \| La Sportive \| + 0 s \| \| 4e \| Honoré Barthélémy \| France \| La Sportive \| + 10 min 13 s \| \| 5e \| Émile Masson senior \| Belgique \| La Sportive \| + 24 min 35 s \| \| 6e \| Léon Scieur \| Belgique \| La Sportive \| + 24 min 35 s \| \| 7e \| Paul Duboc \| France \| \| + 24 min 35 s \| \| 8e \| Jules Nempon \| France \| \| + 24 min 35 s \| \| 9e \| Jules Masselis \| Belgique \| \| + 1 h 21 min 02 s \| \| 10e \| Jacques Coomans \| Belgique \| La Sportive \| + 1 h 21 min 03 s \| |                     |          |                |                   |
| |                     |          |                |                   |
| |                     |          |                |                   |
| Classement de l'étape |                     |          |                |                   |
| Coureur | Coureur             | Pays     | Équipe         | Temps             |
| 1er | Jean Alavoine       | France   | Peugeot-Wolber | 13 h 12 min 43 s  |
| 2e | Eugène Christophe   | France   |                | + 0 s             |
| 3e | Firmin Lambot       | Belgique | La Sportive    | + 0 s             |
| 4e | Honoré Barthélémy   | France   | La Sportive    | + 10 min 13 s     |
| 5e | Émile Masson senior | Belgique | La Sportive    | + 24 min 35 s     |
| 6e | Léon Scieur         | Belgique | La Sportive    | + 24 min 35 s     |
| 7e | Paul Duboc          | France   |                | + 24 min 35 s     |
| 8e | Jules Nempon        | France   |                | + 24 min 35 s     |
| 9e | Jules Masselis      | Belgique |                | + 1 h 21 min 02 s |
| 10e | Jacques Coomans     | Belgique | La Sportive    | + 1 h 21 min 03 s |

### Classement général
| \| Classement général \| Classement général \| Classement général \| Classement général \| Classement général \| \| Coureur \| Coureur \| Pays \| Équipe \| Temps \| \| ------------------ \| ------------------- \| ------------------ \| ------------------ \| ------------------ \| \| 1er \| Eugène Christophe \| France \| \| \| \| 2e \| Firmin Lambot \| Belgique \| La Sportive \| + 30 min 23 s \| \| 3e \| Jean Alavoine \| France \| Peugeot-Wolber \| + 47 min 34 s \| \| 4e \| Émile Masson senior \| Belgique \| La Sportive \| + 53 min 49 s \| \| 5e \| Léon Scieur \| Belgique \| La Sportive \| + 2 h 56 min 28 s \| \| 6e \| Honoré Barthélémy \| France \| La Sportive \| + \| \| 7e \| Jules Masselis \| Belgique \| \| + \| \| 8e \| Alfred Steux \| Belgique \| La Sportive \| + \| \| 9e \| Jacques Coomans \| Belgique \| La Sportive \| + \| \| 10e \| Félix Goethals \| France \| \| + \| |                     |          |                |                   |
| |                     |          |                |                   |
| |                     |          |                |                   |
| Classement général |                     |          |                |                   |
| Coureur | Coureur             | Pays     | Équipe         | Temps             |
| 1er | Eugène Christophe   | France   |                |                   |
| 2e | Firmin Lambot       | Belgique | La Sportive    | + 30 min 23 s     |
| 3e | Jean Alavoine       | France   | Peugeot-Wolber | + 47 min 34 s     |
| 4e | Émile Masson senior | Belgique | La Sportive    | + 53 min 49 s     |
| 5e | Léon Scieur         | Belgique | La Sportive    | + 2 h 56 min 28 s |
| 6e | Honoré Barthélémy   | France   | La Sportive    | +                 |
| 7e | Jules Masselis      | Belgique |                | +                 |
| 8e | Alfred Steux        | Belgique | La Sportive    | +                 |
| 9e | Jacques Coomans     | Belgique | La Sportive    | +                 |
| 10e | Félix Goethals      | France   |                | +                 |